# 鈿灰蝶
鈿灰蝶（学名：Ancema ctesia），又名安灰蝶、黑星琉璃小灰蝶、黑星瑠璃小灰蝶、槲寄生青灰蝶、黑星青灰蝶，为灰蝶科鈿灰蝶屬下的一个种。

## 描述
本種為中型灰蝶，具雌雄二型性。體背褐色，腹面白色。雄蝶頭部有毛，頭頂褐色中央具白色毛束，額白具褐色帶紋，複眼具白色輪緣與短毛。觸角褐色有白環，下唇鬚細長、前伸，末節白色具深褐背紋。胸部灰色，腹部背灰側白有褐紋，腹面白色。足白具深褐紋，雄蝶前足跗節癒合，雌蝶不癒合。
前翅長16-18 mm，呈三角形，邊緣略具起伏；後翅卵形，外緣波狀，臀區具葉狀突，CuA1、CuA2與1A+2A脈末端具細長尾突。翅背面黑褐或深褐色，前翅後部及後翅大部分有金屬藍斑，雄蝶較明顯，雌蝶藍斑帶紫不具金屬光澤，並常帶白紋。雄蝶翅面具三枚灰色性標，分布於前翅二處、後翅一處，雌蝶無性標。
翅腹面底色銀灰，前後翅有一列深褐斑組成之曲線，另有褐色亞外緣紋與深褐中室短條，CuA1室具黑斑與橙環構成之眼狀斑，臀突黑色，上有橙紋與藍鱗。緣毛前翅以褐色為主，後翅則以白色為主。

## 分佈
分布於印度東北部、喜瑪拉雅地區、中南半島、華西至華南及臺灣，臺灣見於低至中海拔山區。

## 棲地
棲息於常綠闊葉林，一年多代，幼蟲以檀香科的椆櫟柿寄生、柿寄生為食。